# 2230 Юньнань
2230 Юньнань (2230 Yunnan) — астероїд головного поясу, відкритий 29 жовтня 1978 року.
Тіссеранів параметр щодо Юпітера — 3,299.
Названо на честь провінції на півдні КНР Юньнань.